# شيموس كينيدي
شيموس كينيدي (بالإنجليزية: Séamus Kennedy)‏ هو لاعب قذف أيرلندي، ولد في 26 يونيو 1993 في كلونمل ‏ في جمهورية أيرلندا.